# London (Ohio)
London – miasto w Stanach Zjednoczonych, w stanie Ohio. Liczba mieszkańców w 2000 roku wynosiła 9 328.